# Ракетные катера проекта 10411
Ракетные катера проекта 10411 — проект российских военных ракетных кораблей, разработанный в ФГУП «ЦМКБ „Алмаз“» в 1990-х годах. Является развитием проекта 10410 «Светляк» с добавлением ударного ракетного противокорабельного вооружения. Проект реализован не был.
Катер предназначен для охраны морской государственной границы, прибрежных коммуникаций, судов и искусственных сооружений и для контроля соблюдения экономической зоны. Боевые задачи способен выполнять при состоянии моря до 5 баллов на скорости до 22 узлов. На катере предусмотрена защита от оружия массового поражения (ядерного, химического, бактериологического).

## ТТХ
- Водоизмещение полное, тонн 386,0
- Длина наибольшая, м 49,5
- Ширина наибольшая, м 9,2
- Высота борта на миделе, м 4,6
- Осадка габаритная при полном водоизмещении, м 2,5
- Скорость хода наибольшая, узлов 32
- Дальность плавания экономическим ходом 12-13 узлов при наибольшем запасе топлива, миль 2200
- ГЭУ: тип, количество, мощность, кВт дизельная 3х3950
- Автономность корабля по запасам провизии и пресной воды, суток 10
- Экипаж, 30 чел.

## Вооружение
- Крылатые ракеты Х-35 — 8 шт.
- Артустановка АК-176М (76 мм) — 1 шт. (152 снаряда)
- Артустановка АК-630М (30мм) — 1 шт. (2000 снарядов)
- ПЗРК «Игла-1М» — 16 шт[2].